# Кохан Віталій Олегович

Віталій Олегович[джерело не вказане 1546 днів] Кохан (29 серпня[джерело не вказане 1546 днів] 1987) - сучасний український художник, живописець, графік, автор об'єктів та інсталяцій, ленд - артист.

## Біографія
Віталій Кохан народився 29 серпня[джерело не вказане 1546 днів] 1987 року в місті Суми. У 2006 році[джерело не вказане 1546 днів] закінчив Сумське вище училище мистецтв і культури ім. Д. Бортнянського. У 2012 році[джерело не вказане 1546 днів] закінчив Харківську державну академію дизайну і мистецтв.

## Персональні виставки
- 2017 - «Капсула часу», Stedley Art Foundation [Архівовано 1 березня 2021 у Wayback Machine.] (Київ)
- 2017 - «Мара II», разом з Катериною Бучацької, Port creative hub (Київ)
- 2016 - «Мара І», разом з Катериною Бучацької, Port creative hub (Київ)
- 2015 - «ПЦ 1500 Н», Муніципальна галерея [Архівовано 10 квітня 2021 у Wayback Machine.] (Харків, Україна)
- 2014 року - «Cerstve ovocie», Галерея «Єфремова 26» (Львів, Україна)
- 2014 року - «Фундамент», в рамках Міжнародного бієнале молодіжних проектів NonStopMedia, Муніципальна галерея [Архівовано 10 квітня 2021 у Wayback Machine.] (Харків, Україна)
- 2014 року - «Нічого нового», галерея «АкадемArt» (Суми, Україна)
- 2013 - «Other / Unknown technique», галерея «VOVATANYA» (Харків, Україна)
- 2013 - «Indeed for a while", в рамках програми резиденцій K.A.I.R. (Кошице, Словаччина)
- 2012 - «Без назви», Муніципальна галерея [Архівовано 10 квітня 2021 у Wayback Machine.] (Харків, Україна)
- 2012 - «Між собакою та вовком», «галерея 21» (Суми, Україна)
- 2009 - «Консервація ідей», разом з Іваном Світличним, галерея «Гараж» [Архівовано 16 лютого 2021 у Wayback Machine.] (Харків, Україна)
- 2009 - «Нова історія», разом з Іваном Світличним, Харківський художній музей [Архівовано 7 березня 2021 у Wayback Machine.], (Харків, Україна)
- 2006 - «Ніч», разом з Олегом Карпеєва і Артуром Самофаловим, галерея «СГА» (Суми, Україна); галерея «Ірена» (Київ)

## Резиденції, симпозіуми та фестивалі
- 2020 - 2006 - Ленд-арт симпозіум Могриця [Архівовано 8 лютого 2020 у Wayback Machine.] (Могриця, Україна)
- 2017 - Фестиваль ленд-арту «Баба Рід» (Львів, Україна)
- 2017 - Ленд-арт програма Міжнародного фестивалю кіно і урбаністики «86» (Славутич, Україна)
- 2017 - «Від спільного кореня», Нова арт-резиденція українців в Європі, співорганізатор - Міжнародний симпозіум сучасного мистецтва BIRUCHIY (Клементовіце, Польща)
- 2016 - Резиденція в програмі «ПогранКульт: ГаліціяКульт» (Харків, Україна)
- 2016 - Міжнародний симпозіум сучасного мистецтва BIRUCHIY 016 (півострів Бірючий, України)
- 2016 - Ленд-арт симпозіум Хортиця (Запоріжжя, Україна)
- 2015 - Резиденція «Над Богом» (Вінниця, Україна)
- 2015- Міжнародний симпозіум «Іршанськ. Рекреація» (Іршанськ, Україна)
- 2014 року - Міжнародний симпозіум сучасного мистецтва BIRUCHIY 014 (півострів Бірючий, України)
- 2014 року - Симпозіум «АртПоле» (Уніж, Україна)
- 2013 - Міжнародний симпозіум сучасного мистецтва BIRUCHIY 013 (півострів Бірючий, України)
- 2013 - Indeed for a while, в рамках «Ночі музеїв», Муніципальна галерея [Архівовано 10 квітня 2021 у Wayback Machine.] (Харків, Україна)
- 2011 - «В очікуванні наповнення», ленд-арт програма фестивалю «АртПоле» (Чуфут-Кале, Крим, Україна)
- 2008 - «Калякі-маляки», Міжнародне бієнале молодіжних проектів NonStopMedia, Муніципальна галерея [Архівовано 10 квітня 2021 у Wayback Machine.] (Харків, Україна)

## Групові проекти
- 2021 р. - Штучний біль. Центр сучасного мистецтва “ЄрміловЦентр” [Архівовано 24 лютого 2021 у Wayback Machine.], (Харків)
- 2020 - Artificial pain / Ukrainian contemporary art Center of Contemporary Art Znaki Czasu in Toruń [Архівовано 17 квітня 2021 у Wayback Machine.] (Poland).
- 2019 - Друга Бієнале молодого мистецтва «Здається, я заходжу в наш сад» (Харків, Україна)
- 2019 - FRONTIER VR Art Festival (Харків, Київ)
- 2018 - Однаково різні. Частини мови, Інститут проблем сучасного мистецтва [Архівовано 12 лютого 2021 у Wayback Machine.] (Київ)
- 2018 - Stillleben. Kharkiv, Муніципальна галерея [Архівовано 10 квітня 2021 у Wayback Machine.] (Харків, Україна)
- 2018 - Виставка номінантів Премії PinchukArtCentre, PinchukArtCentre (Київ)
- 2018 - «Uтопія: трансформації українського Сходу», Izone [Архівовано 4 лютого 2021 у Wayback Machine.] (Київ)
- 2018 - Census, Афро-азіатський інститут (Грац, Австрія)
- 2017 - Фестиваль молодих українських художників «Сьогодні, так і не настало», Художній арсенал [Архівовано 1 квітня 2022 у Wayback Machine.] (Київ)
- 2017 - Art and Film Biennale Kyiv / Trading Illusions, Національний музей Тараса Шевченка (Київ)
- 2017 - «Forpost. Живопис, графіка, скульптура художників Сходу і Півдня України », галерея« Арт-кафедра »(Луцьк, Україна)
- 2017 - «Пісня про Буревісника. Короткий курс », проект Харківської муніципальної галереї / 5-Одеська Бієнале сучасного мистецтва (Одеса, Україна)
- 2017 - Київський художній тиждень (Київ)
- 2016 - Втілюючи Місія. Мистецтво і бізнес, М17 Contemporary Art Center [Архівовано 14 лютого 2021 у Wayback Machine.] (Київ)
- 2016 - Фотосинтез, Voloshyn Gallery [Архівовано 27 лютого 2021 у Wayback Machine.] (Київ)
- 2016 - Квартирна виставка, присвячена Вагріч Бахчанян (Харків, Україна)
- 2016 - Stopień Zależności / Ступінь Залежності / Dependence degree, BWA галерея сучасного мистецтва (Вроцлав, Польща)
- 2016 - Sex Dialogues, YermilovCentre [Архівовано 24 лютого 2021 у Wayback Machine.] (Харків, Україна)
- 2016 - Київський художній тиждень (Київ)
- 2015 - «Internal Territories», Художній музей (Бердянськ, Україна)
- 2015 - «Ботаніка», галерея «Come In» (Харків, Україна)
- 2015 - Міжнародний паблік-спейс проект «Understanding / Розуміння» (Харків, Україна)
- 2015 - «Internal Territories» для проекту «SHREDDING MAPS», культурний центр Giesinger Bahnhof [Архівовано 2 березня 2021 у Wayback Machine.] (Мюнхен, Німеччина)
- 2014 року - «Площа свободи», YermilovCentre [Архівовано 24 лютого 2021 у Wayback Machine.] (Харків, Україна)
- 2014 року - «Indemonstrable», галерея «In primo luogo» (Турин, Італія) Turin, Italy
- 2014 року - «Перебіг», Contemporary Art Space [Архівовано 5 березня 2021 у Wayback Machine.] (Батумі, Грузія) Draught
- 2014 року - «Золотий дощ над нами», Closed Cluster # 10 (Київ)
- 2014 року - Ленд-арт програма в межах ARTPOLE.LU, Садиба Мсциховського, Селезнівка (Алчевськ, Україна) / груп Mstsykhovskiy's manor Seleznivka / Alchevsk
- 2013 - Система координат, YermilovCentre [Архівовано 24 лютого 2021 у Wayback Machine.] (Харків, Україна)
- 2013 - «Індустріальний рай», Інститут проблем сучасного мистецтва [Архівовано 12 лютого 2021 у Wayback Machine.] (Київ)
- 2013 - «Сила IT і життя генія», музей «Духовні скарби України» (Київ)
- 2013 - «Виставка робіт в садибі Долгорукого», Садиба Долгорукого (Миропілля, Україна)
- 2013 - «Інтроверсія», М17 Contemporary Art Center [Архівовано 14 лютого 2021 у Wayback Machine.] (Київ)
- 2013 - «Запасний вихід», льодові об'єкти на міських вулицях, в рамках проекту Goethe-Institut в Україні (Харків, Україна)
- 2012 - «Соціальна ейфорія», Інститут проблем сучасного мистецтва [Архівовано 12 лютого 2021 у Wayback Machine.] (Київ)
- 2012 - «Запасний вихід», інсталяції в вітринах міських будівель, в рамках проекту Goethe-Institut в Україні (Харків, Україна)
- 2012 - «Художня карта України», Музей сучасного мистецтва України [Архівовано 9 серпня 2020 у Wayback Machine.] (Київ)
- 2011 - «Колективні сновидіння», Інститут проблем сучасного мистецтва [Архівовано 12 лютого 2021 у Wayback Machine.] (Київ)
- 2011 - «Виставка молодих художників», галерея "Soviart" (Київ)
- 2011 - «Пісочниця», галерея "Маестро" (Харків, Україна)
- 2010 - Виставка молодіжної самоорганізації, Творчий експозиційний центр «ТЕЦ» (Харків, Україна)
- 2010 - «Школа живопису», Арт-центр Павла Гудімова "Я Галерея" [Архівовано 28 лютого 2021 у Wayback Machine.] (Київ)

## Кураторські роботи
- 2020 - 2017 - Кураторські групи, Ленд-арт симпозіум Могриця [Архівовано 8 лютого 2020 у Wayback Machine.] (Могриця, Україна)
- 2019 - Виставка «Більший простір», YermilovCentre [Архівовано 24 лютого 2021 у Wayback Machine.] (Харків, Україна), у співпраці з кураторами Наталією Маценко, Костянтином Зоркіним і Станіславом Туріною.